# Bathymedon vulpeculus
Bathymedon vulpeculus is een vlokreeftensoort uit de familie van de Oedicerotidae. De wetenschappelijke naam van de soort is voor het eerst geldig gepubliceerd in 1971 door J.L. Barnard.